# Pórtes (ort i Grekland, Attika)
Pórtes (Portes) är en ort i Grekland.   Den ligger i prefekturen Nomós Piraiós och regionen Attika, i den sydöstra delen av landet, 30 km sydväst om huvudstaden Aten. Pórtes ligger 1 meter över havet och antalet invånare är 104. Den ligger på ön Egina.
Terrängen runt Pórtes är kuperad åt nordväst, men österut är den platt. Havet är nära Pórtes åt sydost.  Närmaste större samhälle är Aegina, 9,0 km väster om Pórtes. 